# Christian Tauson
 Der er flere personer med dette navn, se Christian Tauson (sportsskytte).
Christian Tauson (født 15. maj 1973) er en dansk tidligere ishockeyspiller, og nuværende Key Account Manager hos Modular Lighting Instuments i København.

## Karriere
Som ishockeyspiller repræsenterede Christian Tauson i karrieren Hellerup IK og Icehockey Club Gentofte Stars der spillede i Superisligaen og 1. division. Her spillede han blandt andet sammen med bror Søren Tauson.

## Trivia
1. januar 2018 var Christian én af 16 danske nulevende personer med efternavnet Tauson.